# Annona membranacea
Annona membranacea är en kirimojaväxtart som beskrevs av Robert Elias Fries. Annona membranacea ingår i släktet annonor, och familjen kirimojaväxter. Inga underarter finns listade i Catalogue of Life.